# Jacques Demy
Jacques Demy (Pontchâteau, 1931. június 5. – Párizs, 1990. október 27.) francia filmrendező, forgatókönyvíró.

## Életpályája
Iskolai tanulmányai után mint asszisztens dolgozott, többek között Paul Grimault, a kiváló rajzfilmes mellett. 1956–1960 között rövidfilmeket forgatott. Az 1977-es cannes-i filmfesztivál zsűritagja volt.

### Munkássága
Első játékfilmje, a Lola (1961) kedvező kritikai visszhangot váltott ki. Kiemelkedő munkája a Cannes-ban díjat nyert Cherbourgi esernyők (1964) című, Michel Legrand zenéjére készült, eredeti hangvételű musical. Ebben a stílusban készült A rochefort-i kisasszonyok (1967) című filmje is.

## Magánélete
1962–1990 között Agnès Varda (1928-2019) filmrendező volt a felesége.

## Filmjei

### Filmrendezőként
- A facipők mestere (1955)
- A szép közömbös (Le bel indifférent) (1957) (színész is)
- A Grévin Múzeum (Musée Grévin) (1958)
- Az anya és a gyermek (La mère et l'enfant) (1959)
- Művészet (Ars) (1959) (forgatókönyvíró is)
- Lola (1961) (forgatókönyvíró is)
- A hét főbűn (Les sept péchés capitaux) (1962) (forgatókönyvíró is)
- Az Angyal-öböl (La baie des anges) (1963) (forgatókönyvíró is)
- Cherbourgi esernyők (1964) (forgatókönyvíró és színész is)
- A rochefort-i kisasszonyok (1967) (forgatókönyvíró és filmzene is)
- A modellbolt (Model Shop) (1969) (forgatókönyvíró és filmproducer is)
- Szamárbőr(wd) (Peau d’âne) (1970) (forgatókönyvíró is)

### Filmzenéi
- Halott pénz (1995)
- Orosz menyasszony (2001)
- Nővérek haragban (2004)

### Színészként
- Négyszáz csapás (1959)

## Díjai
- Arany Pálma-díj (1964) Cherbourgi esernyők
- Sant Jordi-díj (1984) Une chambre en ville